# Mitt liv, mitt val 2
Mitt liv, mitt val 2 (originaltitel: If These Walls Could Talk 2) är en amerikansk TV-film från 2000. 

## Handling
I filmen får vi följa lesbiska kvinnor i samma hus i tre olika decennier; 1960-talet, 1970-talet och 2000-talet.

## Om filmen
Mitt liv, mitt val 2 regisserades av Jane Anderson (segment "1961"), Martha Coolidge (segment "1972") och Anne Heche (segment "2000"). Andersson och Heche har även skrivit manuset till deras respektive segment, medan segmentet 1972 skrev av syskonen Sylvia och Alex Sichel. Filmen är en fristående fortsättning på filmen Mitt liv, mitt val (If These Walls Could Talk) från 1996 som är uppbyggd på samma sätt men som handlar om aborter.

## Rollista (i urval)
- Vanessa Redgrave - Edith Tree (segment "1961")
- Marian Seldes - Abby Hedley (segment "1961")
- Paul Giamatti - Ted Hedley (segment "1961")
- Elizabeth Perkins - Alice Hedley (segment "1961")
- Michelle Williams - Linda  (segment "1972")
- Chloë Sevigny - Amy (segment "1972")
- Nia Long - Karen (segment "1972")
- Natasha Lyonne - Jeanne (segment "1972")
- Heather McComb - Diane (segment "1972")
- Amy Carlson - Michelle (segment "1972")
- Lee Garlington - Georgette (segment "1972")
- Sharon Stone - Fran (segment "2000")
- Ellen DeGeneres - Kal (segment "2000")
- Regina King - Allie (segment "2000")
- Kathy Najimy - läkare (segment "2000")